# Payton Preslee
Payton Preslee (Polonia, 24 de febrero de 1994) es una actriz pornográfica y modelo polaca.

## Biografía
Estudió para maquilladora profesional pero se dio cuenta no era lo que deseaba hacer. Tras abandonar los estudios, comenzó a posar para el sitió Sui Generis en donde conoció a un fotógrafo que la convenció de participar en MyFreeCams.

## Nominaciones
| Año  | Ceremonia    | Resultado | Premio                                 | Trabajo        |
| ---- | ------------ | --------- | -------------------------------------- | -------------- |
| 2021 | Premios XBIZ | Nominada  | Mejor actriz revelación                | —              |
| 2024 | Premios AVN  | Nominada  | Mejor escena de sexo en grupo          | Uncut G.O.A.T. |
| 2024 | Premios XBIZ | Nominada  | Mejor escena de sexo en película gonzo | Uncut G.O.A.T. |